# Повіт Йоро
Пові́т Йоро́ (яп. 養老郡, ようろうぐん, МФА: [joːɾoː guɴ]) — повіт у префектурі Ґіфу, Японія.